# Musculus rectus superior

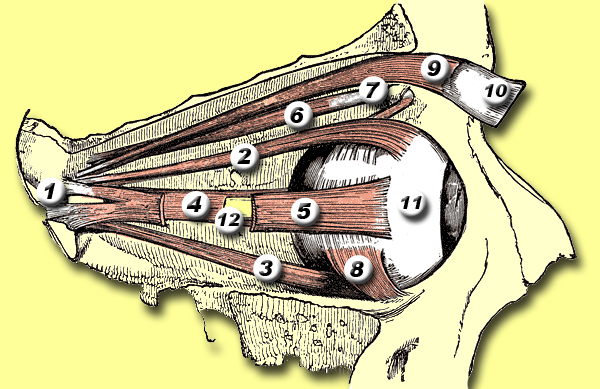
A szem izmai (a 2 számmal jelölt izom)

A musculus rectus superior egyike a néhány izomnak a szemüregben (orbita)

## Eredés, tapadás, elhelyezkedés
A annulus tendineus communis-ról ered és a szem szaruhártyája (cornea) és ínhártyája (sclera) felett 7,5 mm-re tapad.

## Funkció
Emeli, közelíti és forgatja a szemet.

## Beidegzés
A nervus oculomotorius idegzi be.